# Аспірантура та університетський центр Міського університету Нью-Йорка
Аспірантура та університетський центр Міського університету Нью-Йорка (CUNY Graduate Center) – це державний науково-дослідний інститут та заклад післядипломної освіти у Нью-Йорку. Створений у 1961 році як Відділ аспірантури Міського університету Нью-Йорка, у 1969 році він був перейменований на Аспірантуру та університетський центр. Виконуючи роль головного закладу системи Міського університету Нью-Йорка (CUNY), що присуджує докторські ступені, Аспірантський центр CUNY класифікується як "R1: Докторські університети – Дуже висока дослідницька активність".
Аспірантський центр CUNY розташований у будівлі B. Altman and Company Building за адресою 365 П'ятої авеню в Мідтауні Мангеттена. Він пропонує 32 докторські програми, 18 магістерських програм та керує понад 30 науково-дослідними центрами та інститутами. Аспірантський центр налічує основний викладацький склад приблизно зі 130 осіб, на додаток до понад 1700 викладачів, призначених з інших кампусів CUNY по всьому Нью-Йорку. Станом на осінь 2025 року в Аспірантському центрі навчається понад 3100 студентів, з яких 2600 – докторанти. На осінній семестр 2024 року середній відсоток прийняття на всі докторські програми в Аспірантському центрі CUNY становив 16,3%.
Головна бібліотека Аспірантського центру, названа на честь американської математикині Міни Ріс, є частиною бібліотечної мережі CUNY, що складається з 31 коледжу та разом налічує понад 6,2 мільйона томів. З 1968 року Аспірантський центр CUNY має угоду з Нью-Йоркською публічною бібліотекою, яка надає викладачам та студентам розширені права на користування дослідницькими колекціями NYPL у Будівлі Стівена А. Шварцмана. У будівлі Аспірантського центру також розміщені Галерея Джеймса, яка є незалежним виставковим простором, відкритим для публіки, та телевізійні студії для NYC Media та CUNY TV.
Серед викладачів Аспірантського центру CUNY є лауреати Нобелівської премії, Абелівської премії, Пулітцерівської премії, Національної гуманітарної медалі, Національної наукової медалі, Національного гуманітарного фонду, стипендії Рокфеллера, Премії Шока, Бенкрофтівської премії, Премії Вольфа, Премії «Греммі», Премії Джорджа Джина Натана за драматичну критику, стипендій Гуггенхайма, Нагороди мера Нью-Йорка за видатні досягнення в галузі науки і техніки, Президентської премії для науковців та інженерів на початку кар'єри, Президентської премії за видатні успіхи в галузі наукового, математичного та інженерного наставництва, а також члени Американської академії мистецтв і наук, Національної академії наук США та Національної академії освіти.

## Історія

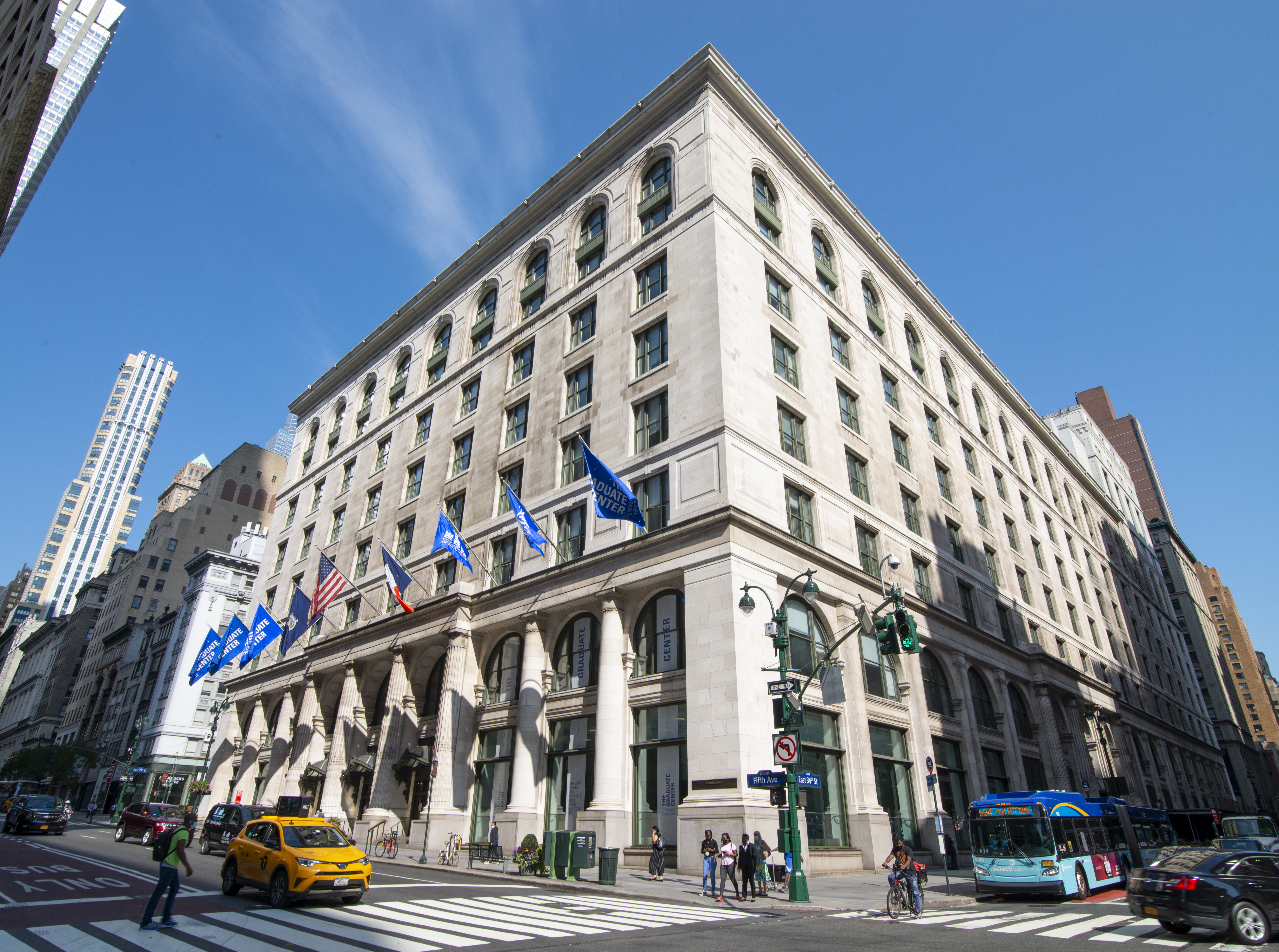
Аспірантський центр розташований у колишній будівлі B. Altman and Company Building за адресою 365 П'ятої авеню.

CUNY почав пропонувати докторську освіту через свій Відділ аспірантури у 1961 році, і присудив свої перші два ступені PhD Деніелу Робінсону та Барбарі Стерн у 1965 році. Робінсон, колишній професор філософії в Оксфордському університеті, здобув ступінь доктора філософії (Ph.D.) з психології, тоді як Стерн, яка пізніше працювала в Ратґерському університеті, здобула ступінь доктора філософії з англійської літератури.
У 1969 році Відділ аспірантури офіційно став Аспірантурою та університетським центром. Математикиня Міна С. Ріс була першою президенткою установи з 1969 року до свого виходу на пенсію у 1972 році. Наступником Ріс на посаді президента Аспірантського центру став екологічний психолог Гарольд М. Прошанскі, який обіймав цю посаду до своєї смерті у 1990 році. Провост Стівен М. Кан був призначений виконуючим обов'язки президента навесні 1991 року. Психологиня Френсіс Деген Горовіц була призначена президенткою у вересні 1991 року. У 2005 році Горовіц змінив на посаді провост школи, професор англійської літератури Вільям П. Келлі.
Під час перебування Келлі на посаді в Аспірантському центрі, університет зазнав значного зростання доходів, можливостей фінансування для студентів, збільшення кількості видатних викладачів та загального відродження. Це відповідає трьом основним цілям, сформульованим у стратегічному плані Аспірантського центру. Перша з них передбачає посилення підтримки студентів. У 2013 році було присуджено 83 стипендії на рік написання дисертації на загальну суму 1,65 мільйона доларів. Аспірантський центр також розробляє нові програми для просування досліджень до етапу дисертації, включаючи архівну роботу. Фінансова стабільність університету дозволила канцелярії поступово збільшувати розмір цих стипендій. Пакети, розширені на 2013–14 роки, збільшують стипендії та зменшують вимоги до викладання. У 2001 році Аспірантський центр надав 14 мільйонів доларів на підтримку студентів, а восени 2013 року – 51 мільйон на підтримку студентів.
23 квітня 2013 року Рада опікунів CUNY оголосила, що президент Келлі виконуватиме обов'язки тимчасового канцлера Міського університету Нью-Йорка з 1 липня після виходу на пенсію канцлера Метью Голдстайна. Провост АЦ Чейз Ф. Робінсон, історик, був призначений виконуючим обов'язки президента Аспірантського центру у 2013 році, а потім обіймав посаду президента з липня 2014 року по грудень 2018 року.
Джой Конноллі стала провостом у серпні 2016 року та тимчасовою президенткою у грудні 2018 року. Джулія Ріглі була призначена тимчасовою провосткою у грудні 2018 року. У липні 2019 року Джеймс Мюйскенс став тимчасовим президентом, оскільки Конноллі була призначена президенткою Американської ради вчених товариств. 30 березня 2020 року Робін Л. Гаррелл, віце-провостка з аспірантської освіти та деканка аспірантського відділу Каліфорнійського університету в Лос-Анджелесі, була оголошена наступною президенткою Аспірантського центру. Вона вступила на посаду 1 серпня 2020 року і обіймала її до 28 вересня 2023 року.
Стів Еверетт обійняв посаду провоста та старшого віце-президента у серпні 2021 року. Норман Кері змінив його на посаді тимчасового провоста у серпні 2024 року.
Джошуа Брумберг обійняв посаду тимчасового президента 2 жовтня 2023 року. Його було призначено президентом Аспірантського центру CUNY у червні 2024 року. 

## Кампус
Головний кампус Аспірантського центру CUNY розташований у будівлі B. Altman and Company Building на розі 34-ї вулиці та П'ятої авеню в районі Мідтаун Мангеттена у Нью-Йорку. CUNY ділить будівлю Б. Альтмана з Oxford University Press. До 2000 року Аспірантський центр розташовувався в Еоліан-холі на Західній 42-й вулиці навпроти Головної будівлі Нью-Йоркської публічної бібліотеки. У 2017 році Передовий науково-дослідний центр CUNY (CUNY Advanced Science Research Center) за адресою Сент-Ніколас Террас, 85, у районі Гарлем на Мангеттені, став частиною Аспірантського центру CUNY.

### Передовий науково-дослідний центр
Передовий науково-дослідний центр при Аспірантському центрі (CUNY ASRC) – це міждисциплінарний STEM-центр для досліджень та освіти. Він охоплює п'ять пов'язаних галузей: нанонаука, фотоніка, структурна біологія, нейронаука та науки про довкілля. CUNY ASRC розташований у будівлі площею 200 000 кв. футів (приблизно 18 580 м²) на південній околиці кампусу Сіті Коледжу у Верхньому Мангеттені. CUNY ASRC, відкритий у вересні 2014 року, є результатом ініціативи CUNY «Десятиліття науки» – багатомільярдного проєкту з підвищення рівня наукових досліджень та освіти.
CUNY ASRC офіційно приєднався до Аспірантського центру CUNY навесні 2017 року. Сьогодні CUNY ASRC є одним з ключових елементів загальноміської дослідницької мережі CUNY. Через п'ять років після відкриття центру понад 200 аспірантів, студентів та старшокласників пройшли менторство у вчених CUNY ASRC. За цей час центр також провів понад 400 конференцій, семінарів та практикумів і надав понад 600 000 доларів у вигляді стартових грантів викладачам CUNY.

#### Дослідницькі ініціативи
CUNY ASRC був заснований на принципі співпраці дослідників з різних дисциплін для досягнення наукових проривів. Таким чином, він складається з п'яти пов'язаних напрямків:
- Нанонаука: Дослідження на найдрібнішому рівні, використовуючи живий світ як джерело натхнення для створення нових матеріалів та пристроїв, що сприяють розвитку галузей від біомедицини до виробництва енергії.
- Фотоніка: Відкриття нових способів керування світлом, теплом, радіохвилями та звуком для майбутніх оптичних комп'ютерів, надчутливих камер та технологій мобільних телефонів.
- Структурна біологія: Поєднання фізики та хімії для дослідження біології на молекулярному та клітинному рівнях з метою виявлення нових способів лікування захворювань.
- Нейронаука: Дослідження того, як мозок сприймає та реагує на екологічні та соціальні впливи, з акцентом на нейронні мережі, метаболічні зміни та молекулярні сигнали, що відбуваються в клітинах мозку, з метою розробки біосенсорів та інноваційних рішень для зміцнення психічного здоров'я.
- Науки про довкілля: Розробка високотехнологічних, міждисциплінарних рішень нагальних екологічних проблем, включаючи проблеми з повітрям та водою, зміну клімату та передачу захворювань.

Кожна дослідницька ініціатива займає один поверх будівлі CUNY ASRC, де розміщено чотири викладацькі лабораторії та від двох до чотирьох ключових об'єктів.

#### Ключові об'єкти
CUNY ASRC має 15 ключових об'єктів з різноманітним обладнанням. Ці об'єкти відкриті для дослідників з CUNY, інших академічних установ, некомерційних організацій та комерційних компаній з усього світу.
Об'єкти включають:
- Передова лабораторія хімічних та ізотопних сигнатур (ALCIS)
- Лабораторія біомолекулярного ядерного магнітного резонансу (ЯМР)
- Відділ порівняльної медицини (CMU)
- Об'єкти епігенетики
- Лабораторія візуалізації
- Лабораторія прижиттєвої візуалізації та біоенергетики
- Спільна лабораторія MALDI-візуалізації
- Лабораторія магнітно-резонансної томографії (МРТ)
- Лабораторія макромолекулярної кристалізації
- Ключова лабораторія мас-спектрометрії
- Лабораторія нанофабрикації
- Лабораторія екологічних сенсорів нового покоління (NGENS)
- Ключова лабораторія фотоніки
- Лабораторія радіочастотних та міліметрових хвиль
- Лабораторія фізики поверхні

##### Гранти та дослідження
Між 2014 та 2019 роками дослідники CUNY ASRC отримали 126 грантів на загальну суму 61 мільйон доларів. Декілька нещодавніх грантів встановили рекорди для CUNY та Аспірантського центру CUNY. Викладачі, постдокторанти та аспіранти CUNY ASRC також мають декілька патентів. Професор Кевін Гарднер, директор Ініціативи структурної біології CUNY ASRC, відіграв ключову роль у визначенні фактора, індукованого гіпоксією, 2-альфа (HIF-2α) як мішені для ліків та в розробці препарату, що призвело до схвалення FDA першого у своєму класі препарату проти раку нирки від Merck – белзутифану.
CUNY ASRC є одним з 15 Центрів передових технологій (CATs), визначених Empire State Development NYSTAR. Фінансований грантом майже у 8,8 мільйона доларів, CUNY ASRC Sensor CAT стимулює партнерство між академічними колами та промисловістю для розробки сенсорних технологій. Розробка біомедичних та екологічних сенсорів є особливим напрямком, так само як і пошук нових підходів до сенсорики через дослідження в галузі фотоніки, матеріалознавства та нанонауки.
За підтримки гранту від Фонду Саймонса у 2020 році на суму до 16 мільйонів доларів, команда вчених під керівництвом професора Андреа Алу, директора Ініціативи фотоніки CUNY ASRC, вивчає транспортування хвиль у метаматеріалах. Робота команди може призвести до розширення можливостей сенсорики для Інтернету речей, удосконалень у біомедичних застосуваннях та екстремального контролю звукових хвиль для медичної візуалізації та бездротових технологій.
Професори Рейн Улейн та Андреа Алу, директори Ініціативи нанонауки CUNY ASRC та Ініціативи фотоніки CUNY ASRC відповідно, кожен виграв престижну стипендію для викладачів Ванневара Буша від Міністерства оборони США, найвищу нагороду агентства для окремого дослідника. Стипендія Алу в розмірі 3 мільйонів доларів, присуджена у 2019 році, дозволила йому розробити нові матеріали, які забезпечують екстремальну маніпуляцію хвилями в контексті теплового випромінювання та управління теплом. Алу також був названий лауреатом Національної премії Блаватніка 2021 року в галузі фізичних наук та інженерії. Стипендія Улейна в розмірі 3 мільйонів доларів, присуджена у 2021 році, дозволила йому дослідити, як складні суміші молекул набувають функціональності, та перепрофілювати це розуміння для створення нових нанотехнологій, натхненних живими системами.

### Бібліотека Міни Ріс
Бібліотека Міни Ріс, названа на честь колишньої президентки Міни Ріс, підтримує дослідницьку, викладацьку та навчальну діяльність Аспірантського центру CUNY, забезпечуючи його спільноту друкованими матеріалами, електронними ресурсами, допомогою в дослідженнях та навчанні, а також експертизою щодо складнощів наукової комунікації. Розташована на трьох поверхах Аспірантського центру CUNY, бібліотека є центром для відкриттів, доставки, оцифрування та місцем для самостійного навчання. Бібліотека пропонує багато послуг, включаючи дослідницькі консультації, цілодобовий онлайн-чат з бібліографами, а також семінари та вебінари з використання дослідницьких інструментів.

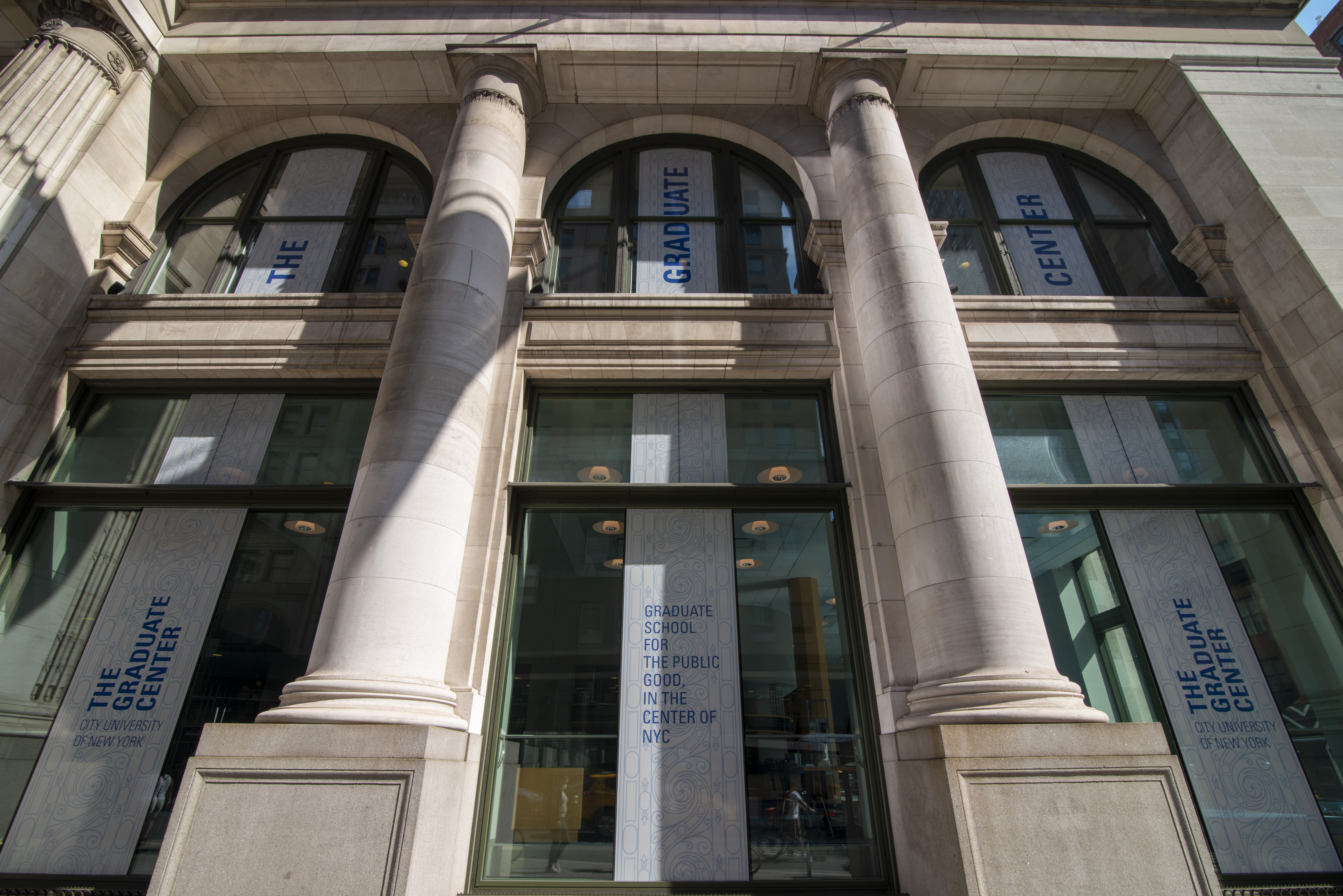
Вікна бібліотеки Міни Ріс біля рогу П'ятої авеню та 34-ї вулиці

Бібліотека також слугує шлюзом до колекцій інших бібліотек CUNY, Нью-Йоркської публічної бібліотеки (NYPL) та бібліотек усього світу. Вона бере участь у загальносистемній службі доставки книг CUNY та пропонує послугу міжбібліотечного абонемента для доставки матеріалів з-поза меж CUNY науковцям Аспірантського центру. Головний філіал NYPL знаходиться всього за кілька кварталів на північ по П'ятій авеню, а Бібліотека науки, промисловості та бізнесу NYPL – одразу за рогом у будівлі Б. Альтмана. Студенти та викладачі Аспірантського центру CUNY є основними академічними користувачами NYPL, маючи право користуватися дослідницькими колекціями NYPL. Участь NYPL в Мангеттенській ініціативі дослідницьких бібліотек (MaRLI) також розширює право користування для студентів Аспірантського центру CUNY на бібліотеки Нью-Йоркського університету (NYU) та Колумбійського університету.
Бібліотека Міни Ріс є ключовим учасником цифрових ініціатив Аспірантського центру CUNY. Вона підтримує цифрові дослідження студентів та викладачів і сприяє розумінню, створенню та використанню літератури з відкритим доступом. Серед її спеціальних колекцій – колекція «Голоси активісток», проєкт усної історії, присвячений невизнаним громадським активісткам Нью-Йорка.

### Культурні центри
В Аспірантському центрі CUNY розміщено три концертні майданчики та дві художні галереї. Аудиторія Гарольда М. Прошанскі, названа на честь другого президента установи, розташована на цокольному поверсі та вміщує 389 місць. Концертний зал Бейзлі Пауелл Елебаш, розташований на першому поверсі, вміщує 180 осіб. Театр Мартіна Е. Сігала, також розташований на першому поверсі, вміщує 70 осіб.

#### Галерея Джеймса
На першому поверсі Аспірантського центру CUNY знаходиться Галерея Емі та Тоні Джеймса, також відома як Галерея Джеймса, якою опікується Центр гуманітарних наук. Галерея Джеймса має на меті налагодити діалог між науковцями та митцями та слугувати майданчиком для міждисциплінарних досліджень. Галерея Джеймса щорічно проводить численні виставки та приймала персональні виставки відомих американських та міжнародних митців, таких як Елісон Ноулз та Дор Гуез.

### CUNY TV та NYC Media

#### CUNY TV
Загальноміський кабельний канал Університету, CUNY TV, мовить по кабелю та на цифровому ефірному телевізійному підканалі 25.3 WNYE. Його виробничі студії та офіси розташовані на першому поверсі, тоді як супутникові антени для трансляції знаходяться на дев'ятому поверсі будівлі (на даху).

#### NYC Media
NYC Media, офіційна мовленнєва мережа та медіа-виробнича група Управління медіа та розваг мерії Нью-Йорка, ділить основні приміщення з CUNY TV. Група включає радіостанцію WNYE-FM (91.5) та телеканал WNYE-TV (Канал 25), який також транслює програми "NYCLife" на 25.1 та "NYCGov" на 25.2, усі цілодобово мовлять з будівлі.

## Академічна діяльність
| Національні рейтинги програм  | Національні рейтинги програм |
| Програма                      | Рейтинг                      |
| ----------------------------- | ---------------------------- |
| Аудіологія                    | 30                           |
| Біологічні науки              | 175                          |
| Хімія                         | 91                           |
| Комп'ютерні науки             | 82                           |
| Кримінальне правосуддя        | 15                           |
| Науки про Землю               | 140                          |
| Економіка                     | 61                           |
| Англійська мова та література | 17                           |
| Історія                       | 26                           |
| Математика                    | 43                           |
| Фізика                        | 55                           |
| Політологія                   | 63                           |
| Психологія                    | 88                           |
| Соціологія                    | 26                           |

### Рейтинги
У 2023 році дві докторські програми Аспірантського центру CUNY (кримінальне правосуддя та англійська мова та література) увійшли до топ-20 аспірантських програм США, а чотири (аудіологія, історія, філософія та соціологія) – до топ-30. У випуску QS World University Rankings 2016 року програма PhD з філософії Аспірантського центру CUNY посіла 44-те місце у світі. У випуску Philosophical Gourmet Report 2022 року філософська програма Аспірантського центру CUNY посіла 14-те місце серед найкращих у США та 16-те серед найкращих в англомовних країнах.

### Викладацький склад

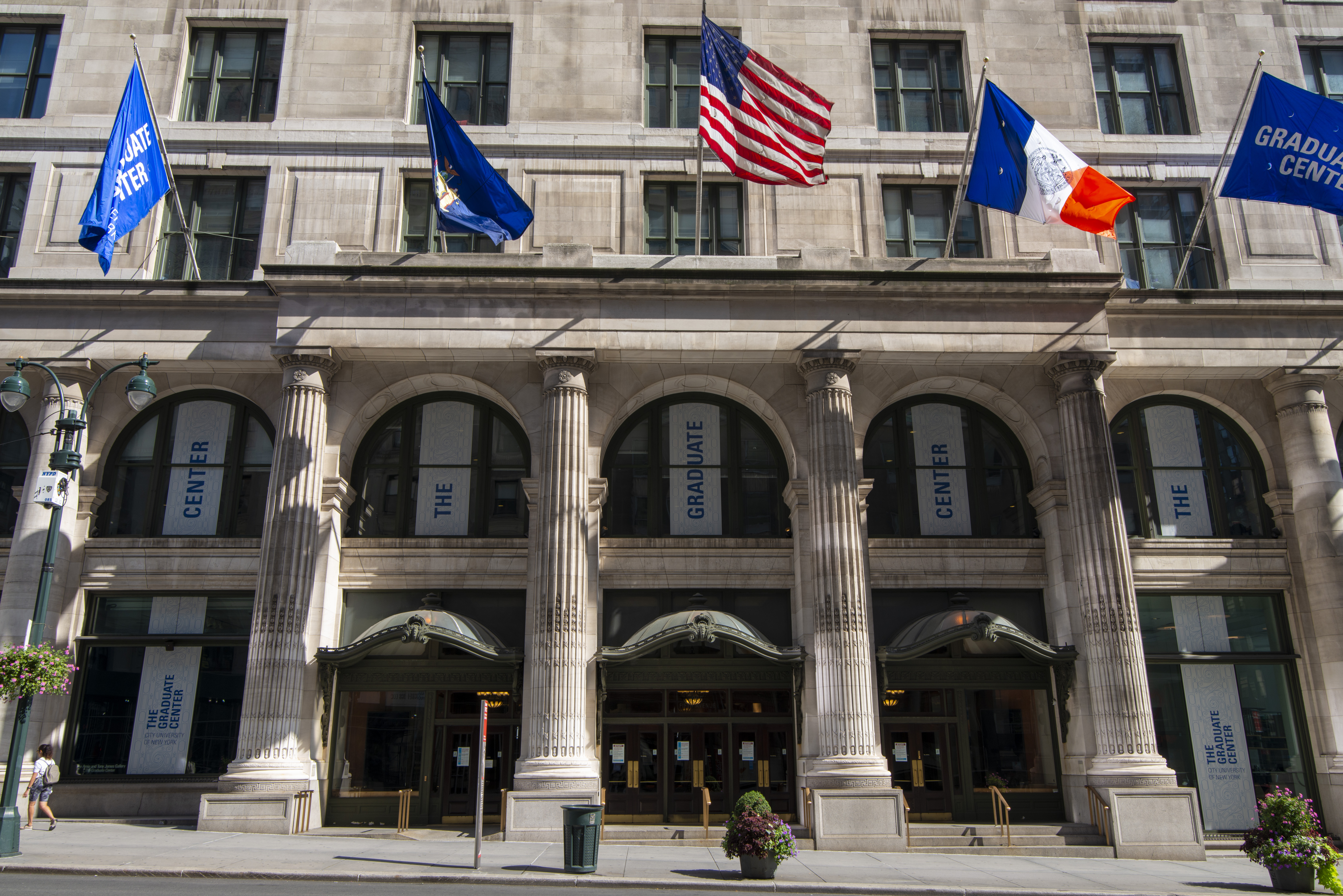
Вхід до Аспірантського центру на П'ятій авеню

Серед викладачів є лауреати Нобелівської премії, Пулітцерівської премії, Національної гуманітарної медалі, Національної наукової медалі, Премії Шока, Бенкрофтівської премії, Премії «Греммі», Премії Джорджа Джина Натана за драматичну критику, стипендій Гуггенхайма, Нагороди мера Нью-Йорка за видатні досягнення в галузі науки і техніки, Президентської премії для науковців та інженерів на початку кар'єри, а також члени Американської академії мистецтв і наук та Національної академії наук США. Багато кафедр визнані на міжнародному рівні за високий рівень наукової роботи.
Курси з суспільних, гуманітарних наук та математики, а також курси з природничих наук, що не потребують лабораторної роботи, проводяться в Аспірантському центрі. Через консорціумний характер докторантури в Аспірантському центрі CUNY, курси, що потребують лабораторної роботи, курси для клінічних докторантур, а також курси з бізнесу, кримінального правосуддя, інженерії та соціального забезпечення проводяться на базі кампусів коледжів CUNY.[джерело?]

### Спільнота
Аспірантський центр CUNY у 2009 році започаткував CUNY Academic Commons, що отримало високу оцінку. CUNY Academic Commons – це онлайн-академічна соціальна мережа для викладачів, співробітників та аспірантів системи Міського університету Нью-Йорка (CUNY). Сайт, створений у 2009 році для сприяння спілкуванню, співпраці та зв'язкам між 24 окремими коледжами, що входять до складу університетської системи, швидко перетворився на центр для спільноти CUNY, зміцнюючи при цьому зростаючу групу цифрових науковців, викладачів та проєктів з відкритим кодом в університеті. Проєкт отримав нагороди та гранти від Фонду Альфреда П. Слоуна, Sloan Consortium та став переможцем премії Digital Humanities Award 2013 року.
Також з установою пов'язані чотири програми Університетського центру: Бакалаврат CUNY для унікальних та міждисциплінарних досліджень, за допомогою якого студенти можуть здобути індивідуалізовані ступені бакалавра, пройшовши курси в будь-якому з коледжів CUNY; Школа професійних досліджень CUNY та пов'язаний з нею Інститут Джозефа С. Мерфі з питань освіти робітників та трудових досліджень; Вища школа журналістики CUNY, яка пропонує ступінь магістра з журналістики; та Коледж з відзнакою Маколея.[джерело?]

## Дослідження
Аспірантський центр CUNY описує себе як «дослідницько-інтенсивний» і класифікується Класифікацією Карнегі установ вищої освіти як R1 або такий, що має «найвищу дослідницьку активність». Головна бібліотека Аспірантського центру CUNY, названа на честь Міни Ріс, розташована на території кампусу; однак її студенти також мають право користуватися фондами решти 31 бібліотеки Міського університету Нью-Йорка, які разом налічують 6,2 мільйона друкованих видань та понад 300 000 електронних книг. Починаючи з 1968 року, Аспірантський центр CUNY підтримує офіційну співпрацю з Нью-Йоркською публічною бібліотекою, що надає викладачам та студентам доступ до великих дослідницьких колекцій NYPL, звичайних бібліотечних ресурсів, а також до трьох дослідницьких кабінетів, розташованих у Будівлі Стівена А. Шварцмана. Крім того, станом на  2011, студенти мають доступ до бібліотек Колумбійського університету та Нью-Йоркського університету через Мангеттенську ініціативу дослідницьких бібліотек NYPL. Бібліотека Аспірантського центру CUNY також підтримує онлайн-репозиторій під назвою CUNY Academic Works, де розміщуються дослідження викладачів та студентів у відкритому доступі.

### Ініціативи та комітети
Аспірантський центр CUNY виконує додаткову роботу через свої ініціативи та комітети:
- Ініціатива майбутнього
- Цифрові ініціативи Аспірантського центру
- Ініціатива з теоретичних наук (ITS)
- Ініціатива революціонізації американських студій
- Комітет з вивчення релігії
- Комітет з глобалізації та соціальних змін
- Комітет з міждисциплінарних наукових досліджень
- Ініціатива зникаючих мов
- Інтелектуальні спільноти

### Центри та інститути
Маючи понад 30 науково-дослідних інститутів та центрів, Аспірантський центр CUNY проводить роботу з широкого кола соціальних, культурних, наукових та громадських питань.
- Передовий науково-дослідний центр
- Американський проєкт соціальної історії/Центр медіа та навчання
- Центр музичних досліджень та документації Баррі С. Брука (заснований у 1989)
- Центр Більднера з вивчення Західної півкулі
- Центр єврейських студій
- Центр передових досліджень в освіті (CASE)
- Центр людського середовища
- Центр латиноамериканських, іберійських та латиноамериканських культур
- Центр місця, культури та політики
- Центр гуманітарних наук
- Центр вивчення культури, технологій та праці
- Центр вивчення жінок та суспільства
- Центр політики міської освіти
- Центр міських досліджень
- Центр філантропії та громадянського суспільства
- CIDR: Інститут демографічних досліджень CUNY
- CLAGS: Центр ЛГБТК-досліджень
- Комітет з глобалізації та соціальних змін
- Інститут програмного забезпечення та розробки CUNY (CISDD)
- Латинсько-грецький інститут CUNY
- Центр досліджень Європейського Союзу
- Фундація іберійської музики
- Центр Готем з історії Нью-Йорка
- Французький інститут Анрі Пейра
- Центр Говарда Семюелса
- Дослідницький центр екодинаміки людини
- Інститут мовної освіти в транскультурному контексті
- Інститут дослідження африканської діаспори в Америці та Карибському басейні (IRADAC)
- Центр біографії Леона Леві
- Центр Близького Сходу та близькосхідних американців (MEMEAC)
- Театральний центр Мартіна Е. Сігала
- Інститут міжнародних досліджень Ральфа Банча
- Дослідницький центр музичної іконографії (заснований у 1972)
- Науково-дослідний інститут вивчення мови в міському суспільстві (RISLUS)
- Центр Сола Кріпке
- Центр Стоуна з соціально-економічної нерівності
- Центр викладання та навчання
- Інститут письменників при Аспірантському центрі

### Американський проєкт соціальної історії
Американський проєкт соціальної історії/Центр медіа та навчання (ASHP/CML) був заснований у 1981 році для створення та поширення матеріалів, що допомагають зрозуміти різноманітну культурну та соціальну історію Сполучених Штатів. Заснований Стівеном Брієром та Гербертом Гутманом, які прагнули викладати історію звичайних американців, ранні проєкти включали фільм «1877: Велика армія голодуючих» про залізничний страйк 1877 року.
ASHP створив навчальні програми, засновані на працях Говарда Зінна, Герберта Гутмана та Стівена Брієра, які мають на меті викладання суспільствознавства в старших класах з урахуванням різноманітних точок зору, включаючи корінні народи, поневолених американців, іммігрантів та робітничий клас. Серед відомих навчальних програм та інструментів – «Незавершена революція свободи: Дослідження Громадянської війни та Реконструкції», та «Хто побудував Америку?» Інші навчальні програми, такі як «Золоті землі, робочі руки», зосереджені на історії праці; ці типи матеріалів ASHP наголошують на стратегіях спільного викладання та навчання і були популярні в освітніх округах, які надають пріоритет профспілковій праці.
Цифрові навчальні ресурси, створені ASHP, включають вебсайт History Matters та онлайн-ресурс «Свобода, Рівність, Братерство: Досліджуючи Французьку революцію». Як навчальні інструменти, ці вебсайти роблять акцент на включенні першоджерел для використання в класі, поряд зі стратегіями викладання для безперешкодного використання цих документів у навчальній програмі. Онлайн-ресурс «Цифровий архів 11 вересня» отримав визнання за всебічне представлення історичних перспектив. ASHP також є партнером проєкту «Mission US» та співпродюсером «Mission US: Cheyenne Odyssey», відзначеної нагородами відеогри про члена племені шайєннів, чий спосіб життя опиняється під загрозою через західну експансію.
ASHP був створений завдяки успіху серії літніх семінарів Національного гуманітарного фонду; теми семінарів включали «Вчимося дивитися: Викладання гуманітарних наук за допомогою візуальних образів та нових медіа», «Візуальна культура американської Громадянської війни та її наслідків», та «ЛГБТК+ історії Сполучених Штатів». Цей акцент на можливостях професійного розвитку для освітян включав інші семінари, такі як програма «Поєднуючи історії: Латиноамериканська історія та культура в аудиторії громадського коледжу».

### Центр Стоуна з соціально-економічної нерівності
Центр Джеймса М. та Кетлін Д. Стоун з соціально-економічної нерівності був відкритий 1 вересня 2016 року. Центр Стоуна розширив та замінив Центр Люксембурзького дослідження доходів (LIS), який відкрився в Аспірантському центрі у 2009 році. Він розпочав програму постдокторантури у 2019 році.
Центр Стоуна провів декілька наукових зустрічей. Через рік після свого відкриття він провів Зустріч Товариства з вивчення економічної нерівності (ECINEQ) 2017 року. У 2021 році він зібрав науковців, що досліджують нерівність багатства, на дводенну конференцію «Від розуміння нерівності до її зменшення».